# Championnat d'Islande de football de quatrième division
3. deild karla correspond au championnat national de quatrième division du football islandais. Créé en 1982, il constitue jusqu'en 2013 (et la création de la 4. deild karla) le tout dernier niveau dans la structure pyramidale des championnats nationaux, régis par la fédération. Les clubs qui y participent sont amateurs.
La compétition a connu plusieurs formats. Jusqu'en 2013, elle regroupe 24 clubs, répartis en 4 groupes géographiques. Les meilleurs de chaque groupe s'affrontent en phase finale pour déterminer les équipes promues en 2. deild.
La réforme de 2013 et la création d'une division inférieure ont profondément modifié le fonctionnement du championnat, qui se joue à présent sous la forme d'une poule de 10 équipes, qui s'affrontent en matchs aller-retour. Les deux premiers accèdent à la 2. deild tandis que les deux derniers sont relégués en 4. deild.

## Les clubs de l'édition 2014
- Leiknir Fáskrúðsfirði
- Höttur Egilsstaðir
- Knattspyrnufélagið Berserkir
- Magni Grenivík
- Ungmennafélag Grundarfjarðar
- Víðir Garður
- KFR
- ÍH Hafnarfjörður
- Einherji
- Hamar Hveragerði

## Palmarès
Le palmarès est le suivant :

### 4. deild karla
- 1982 : Ármann
- 1983 : Leiftur
- 1984 : Leiknir F.
- 1985 : IR Reykjavik
- 1986 : Afturelding Mosfellsbær
- 1987 : Hvöt Blönduós
- 1988 : BÍ
- 1989 : Haukar Hafnarfjörður
- 1990 : Magni Grenivík
- 1991 : Grótta Seltjarnarnes
- 1992 : HK Kópavogur
- 1993 : Höttur Egilsstaðir
- 1994 : Ægir Þorlákshöfn
- 1995 : Reynir Sandgerði
- 1996 : KVA Eskifjörður

### 3. deild karla
- 1997 : Leiftur Ólafsfjörður
- 1998 : Sindri Höfn
- 1999 : Afturelding Mosfellsbær
- 2000 : Haukar Hafnarfjörður
- 2001 : HK Kópavogur
- 2002 : KFS Vestmannaeyjar
- 2003 : Vikingur Ólafsvík
- 2004 : Huginn Seyðisfjörður
- 2005 : Reynir Sandgerði
- 2006 : Höttur Egilsstaðir
- 2007 : Víðir Garður
- 2008 : Hamrarnir/Vinir
- 2009 : Völsungur Húsavík
- 2010 : Árborg FC
- 2011 : KV Vesturbæjar
- 2012 : Sindri Höfn
- 2013 : KF Fjarðabyggðar
- 2014 : Höttur Egilsstaðir
- 2015 : Magni Grenivík
- 2016 : Tindastóll Sauðárkrókur
- 2017 : Knattspyrnufélagið Kári
- 2018 : Dalvík/Reynir
- 2019 : Kórdrengir
- 2020 : KV Vesturbæjar
- 2021 : Íþróttafélagið Höttur
- 2022 : Ungmennafélagið Sindri
- 2023 : Reynir Sandgerði
- 2024 : Knattspyrnufélagið Kári